# Andrea Lo Presti
Andrea Lo Presti (Savona, 4 dicembre 1921 – ...) è stato un calciatore italiano, di ruolo centrocampista.

## Carriera
Nella stagione 1940-1941 esordisce nel calcio professionistico giocando 3 partite in Serie B con la maglia dell'Alessandria, società della cui rosa fa parte anche durante la stagione 1941-1942, nella quale non scende però mai in campo in partite di campionato.
Dopo la fine della Seconda guerra mondiale riprende la sua carriera giocando con la Gladiator, con cui nella stagione 1945-1946 gioca in Serie C.
Dopo una sola stagione lascia la squadra nerazzurra e passa alla Scafatese, società neopromossa in Serie B, con cui nella stagione 1946-1947 gioca 32 partite nella serie cadetta; rimane nella squadra campana anche durante la stagione 1947-1948, nella quale gioca altre 27 partite di Serie B.
Dopo la retrocessione in Serie C della Scafatese Lo Presti passa all'Avellino, con cui nella stagione 1948-1949 retrocede dalla Serie C alla Promozione, categoria in cui milita nella stagione 1949-1950; nella stagione 1950-1951 gioca invece nuovamente in Serie C con l'Avellino; in seguito ha anche giocato in IV Serie con il Cuneo, società con cui ha giocato 27 partite nella stagione 1952-1953 ed una partita nella stagione 1953-1954.
In carriera ha giocato complessivamente 62 partite in Serie B.

## Palmarès

### Club

#### Competizioni nazionali
- Serie C: 1

Gladiator: 1945-1946 (girone D)